# Kabinett Lorenz I
Das Kabinett Lorenz I (Landesrat) bildete vom 4. Dezember 1918 bis März 1919 die Landesregierung des Freistaates Schaumburg-Lippe. Sie wurde am 28. November 1918 im Zusammenhang mit der Novemberrevolution von einer Vollversammlung aller schaumburg-lippischen Arbeiter- und Soldatenräte gewählt. Schon am 15. November war das Kabinett Feilitzsch zeitgleich mit der Abdankung des Fürsten zurückgetreten und hatte provisorisch unter der Verantwortung des Bückeburger Arbeiter- und Soldatenrates weiter amtiert. 
| Amt               | Name                                                       | Partei                |
| ----------------- | ---------------------------------------------------------- | --------------------- |
| Ministerpräsident | Heinrich Lorenz                                            | SPD                   |
| Staatsrat         | Heinrich Kapmeier Hermann Rinne Christoph Reese F. Pankoke | SPD DDP parteilos SPD |